# Вэнь-ди (Лю Сун)
(Лю-)Сунский Вэнь-ди (кит. трад. (劉)宋文帝), личное имя Лю Илу́н (кит. трад. 劉義隆, 407—453), взрослое имя Чээр (кит. трад. 車兒) — император южнокитайской империи Сун. Храмовое имя: изначально — Чжун-цзун (中宗), впоследствии — Тай-цзу (太祖).

## Биография
Родился в 407 году в Цзинкоу, когда его отец Лю Юй был регентом империи Цзинь. Когда в 410 году Лю Юй отправился на подавление восстания Лу Сюня, то он формально поставил 3-летнего Лю Илуна во главе обороны Цзинкоу на время своего отсутствия. В 415 году Лю Илун получил титул «гун уезда Пэнчэн» (彭城縣公). Когда в 417 году Лю Юй пошёл войной на государство Поздняя Цинь, то Лю Илун был оставлен в Пэнчэне в качестве формального губернатора провинции Сюйчжоу. Когда война с Поздней Цинь была завершена, Лю Илун стал в 418 году губернатором важной провинции Цзинчжоу и главнокомандующим войсками в западных регионах империи. После того, как Лю Юй в 420 году совершил переворот и сам сел на трон, он раздал своим сыновьям титулы, и Лю Юлун стал «Идуским князем» (宜都王).
В 422 году Лю Юй скончался, трон перешёл к его старшему сыну Лю Ифу. Однако он своим недостойным поведением вызвал такое недовольство у придворных, что уже в 424 году был смещён в результате переворота, а на трон заговорщики посадили Лю Илуна.

### Раннее правление
Изначально молодой император умиротворил посадивших его на трон заговорщиков, сохранив их у власти и дав им высокие посты. Однако постепенно он стал прибирать государственные дела в свои руки, и, сконцентрировав в 425 году войска под предлогом войны против государства Северная Вэй, в 426 году арестовал многих высших сановников, а часть из них казнил.
Молодой император занялся налаживанием государственного управления. Хотя общегосударственными делами продолжал в основном заниматься Ван Хун, император начал постепенно повышать в титулах и должностях своего брата Лю Икана.
В 430 году он всё-таки начал войну против Северной Вэй, отправив на фронт 50-тысячную армию под командованием Дао Яньчжи. Рассудив, что земли, лежащие к югу от Хуанхэ трудно защищать, а сунские войска всё равно остановятся перед рекой, северовэйский император Тайу-ди отвёл войска с юга и занялся добиванием хуннского государства Ся. Зимой, когда Хуанхэ замёрзла, северовэйские войска вернулись и разгромили сунскую армию, вернув все утраченные земли.
В 432 году скончался Ван Хун, и государственные дела полностью перешли в ведение Лю Икана. Ему пришлось заняться подавлением восстаний в провинциях Ичжоу (территория современных Сычуани и Чунцина) и Лянчжоу (южная часть современной Шэньси).

### Середина правления
В 434 году в провинции Лянчжоу было подавлено восстание Ян Наньдана — правителя Чоучи. Не желая терять ценного союзника против Северной Вэй, император простил Ян Наньдана.
В 435 году Фэн Хун — правитель государства Северная Янь — надеясь на помощь Сун против Северной Вэй признал себя вассалом Сун. Ему был дан титул «яньского князя», но никакой реальной помощи не оказано, и Северная Янь была завоёвана Северной Вэй.
Весной 437 года император серьёзно рассматривал предложение северовэйского императора Тоба Тао об установлении родственных связей между двумя кланами, сделанное в 431 году и повторённое в 433 году: предлагалось женить северовэйского наследника престола Тоба Хуана на дочери Лю Илуна. В Северную Вэй был отправлен сановник Лю Сибо для обсуждения условий брака. Однако вскоре предназначенная в жёны северовэйскому кронпринцу дочь скончалась, и дело было прекращено.
В 440 году начался разлад между императором и Лю Иканом. Когда император в очередной раз заболел, ряд придворных организовали заговор, целью которого было сделать Лю Икана новым императором после смерти Лю Илуна (сам Лю Илун планировал, чтобы ему наследовал его сын Лю Шао, а Лю Икан стал регентом). Когда император выздоровел, то он стал подозревать Лю Икана в желании узурпировать трон. Зимой 440 года он поместил Лю Икана под домашний арест, а затем сместил с поста главы правительства и сделал губернатором провинции Цзянчжоу. Во главе правительства император поставил другого своего брата — Лю Игуна, однако тот, понимая опасность получения слишком большой власти, старался держаться подальше от принятия решений.
В 441 году Ян Наньдан напал на империю Сун. В 442 году сунские войска захватили Чоучи. Ян Наньдан бежал в Северную Вэй, и в 443 году Чоучи была захвачена северовэйскими войсками.

### Конец правления
В 445 году был раскрыт заговор, направленный на свержение императора, после чего Лю Икан, которого заговорщики собирались возвести на престол, был лишён титула, низведён в простолюдины и помещён под домашний арест.
В 446 году, когда в Северной Вэй восстали сюнну под руководством Гай У, император дал Гай У княжеский титул и воинское звание, но не предоставил реальной военной помощи, и восстание было подавлено табгачами. Тем не менее это ухудшило отношения между двумя странами, и позже северовэйские войска совершили набег на приграничные провинции Сун.
В 449 году император начал готовить новую кампанию против Северной Вэй, перемещая войска и запасы из внутренних провинций поближе к границе. Весной 450 года северовэйский Тайу-ди нанёс удар первым и 42 дня осаждал Сюаньху, но безрезультатно. В ответ Сун предприняла своё наступление, но также без особых успехов.
В 452 году, услышав о том, что северовэйский Тайу-ди был убит евнухом Цзун Аем, Лю Илун предпринял ещё одну кампанию против Северной Вэй, но также безрезультатно.
В 453 году выяснилось, что наследный принц Лю Шао вместе с младшим братом Лю Цзюнем занимаются магией, чтобы извести отца, дабы Лю Шао мог сесть на трон. Лю Илун решил лишить Лю Шао статуса наследника. Узнав об этом, Лю Шао организовал переворот, убил отца и провозгласил императором себя.

## Девизы правления
- Юаньцзя (元嘉) 424—453